# Zanikanje evolucije
Zanikanje evolucije je nepriznavanje celotne ali nekaterih pogledov teorije evolucije dokazom navkljub. Najpogostejši vzgib za zanikanje evolucije je pripadnost fundamentalističnim krogom religij. Za najbolj sporne dele teorije evolucije veljata evolucija človeka in makroevolucija.